# Forfar Farmington Football Club
Maillots
Actualités
Le Forfar Farmington Football Club est un club écossais de football féminin, basé à Forfar dans la région de l'Angus. Le club participe à la première division du championnat d'Écosse de football féminin depuis 2018. L'équipe dispute des matchs au Station Park.

## Histoire
Le Forfar Farmington a été promu en première division écossaise pour la première fois en 2005 ce qui en fait avec le Glasgow City Football Club un des plus anciens club du championnat. Après une année en deuxième division le club réintègre l'élite écossaise pour la saison 2018

## Palmarès
- Championnat d'Écosse deuxième division
  - Vainqueur en 2017